# European Football League 2004
La European Football League 2004 è stata la 18ª edizione del massimo torneo europeo per club di football americano.

## Squadre partecipanti
| Club                  | Città                     | Stadio                             | Sponsor ufficiale | Risultato nella stagione 2004 |
| --------------------- | ------------------------- | ---------------------------------- | ----------------- | ----------------------------- |
| Arlanda Jets          | Märsta                    |                                    |                   |                               |
| Avedøre Monarchs      | Hvidovre                  |                                    | NFA               |                               |
| Badalona Dracs        | Badalona                  |                                    |                   |                               |
| Carlstad Crusaders    | Karlstad                  |                                    |                   |                               |
| Flash de La Courneuve | La Courneuve              | Stade Géo André                    |                   |                               |
| Graz Giants           | Graz                      |                                    | Öko-Box           |                               |
| Landquart Broncos     | Landquart                 |                                    |                   |                               |
| L'Hospitalet Pioners  | L'Hospitalet de Llobregat | Complex Esportiu L'Hospitalet Nord |                   |                               |
| Lions Bergamo         | Bergamo                   | Stadio Comunale (Osio Sotto BG)    |                   |                               |
| Moscow Patriots       | Mosca                     |                                    |                   |                               |
| Turku Trojans         | Turku                     |                                    |                   |                               |
| Vienna Vikings        | Vienna                    | Hohe Warte Stadion                 | Chrysler          |                               |

## Stagione regolare

### Calendario

#### 1ª giornata
| Coira 10 aprile 2004, ore 17:00 | Landquart Broncos | 6 – 28 (6-7 0-0 0-14 0-7) | Flash de La Courneuve | Stadion Ringstrasse |

#### 2ª giornata
| Helsinki 8 maggio 2004, ore 13:00 | Turku Trojans | 10 – 0 (7-0 0-0 3-0 0-0) | Arlanda Jets | Velodromo di Helsinki |

| Karlstad 8 maggio 2004, ore 15:00 | Carlstad Crusaders | 17 – 7 (3-7 7-0 7-0 0-0) | Avedøre Monarchs | Tingvalla IP |

| L'Hospitalet de Llobregat 8 maggio 2004, ore 16:00 | L'Hospitalet Pioners | 20 – 30 (0-0 12-10 0-13 8-7) | Graz Giants | Complex Esportiu L'Hospitalet Nord |

| La Courneuve 8 maggio 2004, ore 20:00 | Flash de La Courneuve | 14 – 17 (14-10 0-7 0-0 0-0) | Badalona Dracs | Stade Géo André |

#### 3ª giornata
| Mosca 15 maggio 2004, ore 14:00 | Moscow Patriots | 42 – 0 (0-0 21-0 7-0 14-0) | Turku Trojans | Stadio Spartak 2 |

| Osio Sotto 15 maggio 2004, ore 16:30 | Lions Bergamo | 42 – 0 (7-0 14-0 14-0 7-0) | L'Hospitalet Pioners | Stadio Comunale |

| Vienna 16 maggio 2004, ore 15:00 | Vienna Vikings | 42 – 0 (7-0 21-0 7-0 7-0) | Carlstad Crusaders | Hohe Warte Stadion |

#### 4ª giornata
| Roskilde 22 maggio 2004, ore 15:00 | Avedøre Monarchs | 7 – 34 (0-14 0-7 0-6 7-7) | Vienna Vikings | Idrætspark |

| Märsta 22 maggio 2004, ore 15:00 | Arlanda Jets | 17 – 7 (7-0 3-0 0-7 7-0) | Moscow Patriots | Pinbacken Stadion |

#### 5ª giornata
| Badalona 29 maggio 2004, ore 17:00 | Badalona Dracs | 42 – 7 (0-0 28-7 7-0 7-0) | Landquart Broncos | Camp del Centenari |

| Graz 30 maggio 2004, ore 15:00 | Graz Giants | 21 – 49 (14-14 0-7 7-7 0-21) | Lions Bergamo | Stadion Eggenberg |

### Classifiche
Le classifiche della regular season sono le seguente:
- PCT = percentuale di vittorie, G = partite giocate, V = partite vinte,  P = partite perse, PF = punti fatti, PS = punti subiti

#### Gruppo 1
| Pos. | Squadra            | PCT   | G | V | N | P | PF | PS |
| ---- | ------------------ | ----- | - | - | - | - | -- | -- |
| 1    | Vienna Vikings     | 1.000 | 2 | 2 | 0 | 0 | 76 | 7  |
| 2    | Carlstad Crusaders | .500  | 2 | 1 | 0 | 1 | 17 | 49 |
| 3    | Avedøre Monarchs   | .000  | 2 | 0 | 0 | 2 | 14 | 51 |

#### Gruppo 2
| Pos. | Squadra         | PCT  | G | V | N | P | PF | PS |
| ---- | --------------- | ---- | - | - | - | - | -- | -- |
| 1    | Moscow Patriots | .500 | 2 | 1 | 0 | 1 | 49 | 17 |
| 2    | Arlanda Jets    | .500 | 2 | 1 | 0 | 1 | 17 | 17 |
| 3    | Turku Trojans   | .500 | 2 | 1 | 0 | 1 | 10 | 42 |

#### Gruppo 3
| Pos. | Squadra               | PCT   | G | V | N | P | PF | PS |
| ---- | --------------------- | ----- | - | - | - | - | -- | -- |
| 1    | Badalona Dracs        | 1.000 | 2 | 2 | 0 | 0 | 59 | 21 |
| 2    | Flash de La Courneuve | .500  | 2 | 1 | 0 | 1 | 42 | 23 |
| 3    | Landquart Broncos     | .000  | 2 | 0 | 0 | 2 | 13 | 70 |

#### Gruppo 4
| Pos. | Squadra              | PCT   | G | V | N | P | PF | PS |
| ---- | -------------------- | ----- | - | - | - | - | -- | -- |
| 1    | Lions Bergamo        | 1.000 | 2 | 2 | 0 | 0 | 91 | 21 |
| 2    | Graz Giants          | .500  | 2 | 1 | 0 | 1 | 51 | 69 |
| 3    | L'Hospitalet Pioners | .000  | 2 | 0 | 0 | 2 | 20 | 72 |

## Playoff

### Tabellone
|  | Semifinali      | Semifinali      | Semifinali    |               |                | Eurobowl XVIII | Eurobowl XVIII | Eurobowl XVIII |  |
|  |                 |                 |               |               |                |                |                |                |  |
|  | Vienna Vikings  | Vienna Vikings  | 49            |               |                |                |                |                |  |
|  | Vienna Vikings  | Vienna Vikings  | 49            |               |                |                |                |                |  |
|  | Moscow Patriots | Moscow Patriots | 13            |               |                |                |                |                |  |
|  | Moscow Patriots | Moscow Patriots | 13            |               | Vienna Vikings | Vienna Vikings | 53             |                |  |
|  |                 |                 |               |               | Vienna Vikings | Vienna Vikings | 53             |                |  |
|  |                 |                 | Lions Bergamo | Lions Bergamo | 20             |                |                |                |  |
|  | Lions Bergamo   | Lions Bergamo   | Lions Bergamo | Lions Bergamo | 20             | 55             |                |                |  |
|  | Lions Bergamo   | Lions Bergamo   |               |               |                |                |                |                |  |
|  | Badalona Dracs  | Badalona Dracs  | 19            |               |                |                |                |                |  |

### Semifinali
| Osio Sotto 12 giugno 2004, ore 16:30 | Lions Bergamo | 55 – 19 (20-13 14-0 14-6 7-0) | Badalona Dracs | Stadio Comunale |

| Vienna 13 giugno 2004, ore 15:00 | Vienna Vikings | 49 – 13 (7-0 14-7 21-0 7-6) | Moscow Patriots | Hohe Warte Stadion |

### Eurobowl XVIII
| Vienna 10 luglio 2004, ore 17:00 | Vienna Vikings | 53 – 20 (6-0 12-0 14-0 21-20) | Lions Bergamo | Hohe Warte Stadion |

## Verdetti
- Vienna Vikings Campioni d'Europa 2004